# Ли, Джордж Вашингтон Кастис
Джордж Вашингтон Кастис Ли (George Washington Custis Lee; 16 сентября 1832 — 18 февраля 1913) — известен также как Кастис Ли. Старший сын генерала Роберта Эдварда Ли и Анны Кастис Ли. Служил генералом армии Конфедерации во время американской гражданской войны. Являлся адъютантом президента Джефферсона Дэвиса и участником сражения при Сайлерс-Крик. Унаследовал у своего отца должность президента университета Вашингтона и Ли в Лексингтоне.

## Вест-Пойнт
С 1850 по 1854 Ли проучился в военной академии Вест-Пойнт. В первый год он отличился и в академических, и в военных науках, но к концу первого года его едва не исключили за нарушение правил: в его комнате нашли алкоголь. Ли утверждал, что это не он принес его туда, и отделался небольшим наказанием. Второй год он проучился тоже хорошо. В начале третьего года его отец стал суперинтедантом Вест-Пойнта. Ли окончил академию в 1854 году, первым из курса в 46 человек. На одном курсе с ним учились Джеб Стюарт, Уильям Дурси Пендер, Джон Пеграм, Джеймс Дэшлер, Горацио Рендел и Джон Виллепиг.

## В армии США
После академии Ли был определен в инженерный корпус, как в своё время и его отец. Он был возведен во временное звание второго лейтенанта и служил сперва в Калифорнии, Джорджии и Флориде. 3 марта 1855 он получил постоянное звание второго лейтенанта регулярной армии. 20 октября 1859 он был повышен до первого лейтенанта. Когда началась сецессия Юга и пал форт Самтер, Ли находился в Вашингтоне. Когда Вирджиния отделилась от Союза, Ли уволился из армии США. Это произошло примерно через две недели после ухода из армии его отца. Почти сразу же он начал служить в войсках штата Вирджиния.

## Гражданская война
Ли служил в армии штата Вирджиния до июля 1861 года. В июле он был произведен в капитаны армии Конфедерации и несколько месяцев проработал в инженерном корпусе. Занимался он в основном возведением укреплений вокруг Ричмонда. В конце августа 1861 он был определен в адъютанты президента Конфедерации Джефферсона Дэвиса и повышен до полковника. В этой должности он прослужил еще три года. Время от времени его направляли в армию для инспекции, после чего он составлял рапорты для президента. Когда Роберт Ли стал главнокомандующим Северовирджинской армии, Кастис Ли работал в прямом контакте со своим отцом. В 1862 году во время кампании на полуострове, Ли инспектировал инженерные работы при Дрюри-Блафф. В июне 1863 года его повысили до бригадного генерала. Президент Дэвис отговаривал его от полевой службы, зато уговаривал его отец. Кастис Ли просил отца взять его в полевую армию, но отец ответил, что основная обязанность — это подчиняться своим вышестоящим, в данном случае — президенту.
В 1864 году ему поручили командовать участком обороны Ричмонда, и он справился с поручением так хорошо, что ему доверили командовать восточным участком обороны у Чаффинс-Блафф. Несколько месяцев Ли провел на этом участке и в конце года был повышен до генерал-майора. Незадолго до конца войны, во время Аппоматтоксской кампании, ему довелось в первый и последний раз командовать войсками на поле боя. Это случилось во время неудачного сражения при Сайлерс-Крик. В этом бою он командовал левым флангом армии. Правый фланг (под командованием Ричарда Юэлла) оказался окружен и Юэлл сдался, предложив Кастису Ли сдаться также, чтобы избежать ненужного кровопролития. Ли попал в плен 6 апреля 1865 года, за три дня до того, как капитулировал со всей армией его отец.

## Послевоенная деятельность
В конце 1865 года Ли был принят на работу в Вирджинский военный институт. Он проработал там до смерти отца. С 1871 по 1897 годы он был девятым президентом Университета Вашингтона и Ли. В 1877 году, после смерти отца, он подал иск в верховный суд с просьбой вернуть в фамильную собственность поместье Арлингтон и плантацию, которая к тому времени стала Арлингтонским кладбищем. Это дело (Соединенные Штаты против Ли, 106 U.S. 196) было решено в его пользу в 1882 году. В 1883 году Ли продал правительству Арлингтон за 150 000 $. В 1897 году он сложил с себя полномочия президента университета и переселился в дом своего брата, Вильяма Генри Фицхью Ли, в Ревенсворт. Он умер 18 февраля 1913 года в Александрии, Вирджиния, и похоронен в фамильной часовне рядом со своими родственниками.